# That Certain Thing
That Certain Thing (bra: Aquela Certa Coisa) é um filme B mudo estadunidense de 1928, do gênero comédia romântica, dirigido por Frank Capra, estrelado por Viola Dana e Ralph Graves, e co-estrelado por Burr McIntosh e Aggie Herring. Foi o primeiro filme de Capra para a Columbia Pictures, fundada por Harry Cohn.

## Sinopse
Molly Kelly (Viola Dana), moradora de um cortiço, trabalha em uma banca de charutos para sustentar sua mãe viúva Maggie (Aggie Herring) e seus dois irmãos mais novos. Embora Maggie gostaria que Molly se casasse com o condutor de bonde que muitas vezes fica na porta esperando para conversar com ela, Molly espera se casar com um milionário. Certa manhã, depois de repreender o condutor, Molly vende uma caixa de charutos caros a um homem e pergunta se ele possui dinheiro. O homem responde que trabalha para um: Andy Charles, Sr. (Burr McIntosh), o dono de uma cadeia de restaurantes.
Dias depois, ao ir até a banca comprar charutos, Charles fica irritado porque um de seus restaurantes está cortando o presunto muito grosso, e relata o segredo de seu sucesso: cortá-los finos. Seu filho Andy Charles, Jr. (Ralph Graves) chega em casa bêbado naquela manhã e tenta se esgueirar até seu próprio quarto, mas seu pai o pega e ordena que ele comece a trabalhar em um de seus restaurantes.
No trabalho naquele dia, Molly diz a um colega de trabalho que ela pode esbarrar no milionário de seus sonhos a qualquer momento e depois corre para pegar seu ônibus, apenas para ser derrubada no chão por Andy. Depois de algumas confusões, Molly descobre a identidade de Andy e agarra a oportunidade de se casar com um homem rico. Ao descobrir o casamento, o pai de Andy fica irritado e deserda o filho, o que o faz arrumar um emprego como cavador de valas para manter sua esposa, mas os resultados não saem como ele esperava.

## Elenco
- Viola Dana como Molly Kelly
- Ralph Graves como Andy B. Charles, Jr.
- Burr McIntosh como A.B. Charles, Sr.
- Aggie Herring como Maggie Kelly
- Carl Gerard como Secretário Brooks
- Syd Crossley como Valet

## Preservação
Impressões do filme sobrevivem nas coleções:
- Packard Campus, da Biblioteca do Congresso dos Estados Unidos
- George Eastman House Motion Picture Collection[3]
- UCLA Film and Television Archives
- National Archives of Canada (Ottawa)
- Cineteca Del Friuli (Gemona)[4]